# Liste des monuments historiques de Suresnes
Cet article recense les monuments historiques de Suresnes, ville située dans les Hauts-de-Seine en France.

## Généralités
En 2012, Suresnes comptait 3 biens immobiliers protégés au titre des monuments historiques.

## Liste
| Monument                       | Adresse                                                                                               | Coordonnées                      | Notice                        | Protection     | Date      | Illustration                   |
| ------------------------------ | --- | -------------------------------- | ----------------------------- | -------------- | --------- | ------------------------------ |
| Forteresse du Mont-Valérien    | avenue de l'Entrée du Fort                                                                            | à géolocaliser                   | « PA00088157 » « IA92000247 » | Classé/Inscrit | 1922      | Forteresse du Mont-Valérien    |
| École de plein air de Suresnes | 58-60, avenue des Landes 96, rue de la Procession 70, rue du Pas-Saint-Maurice 15, chemin de la Motte | 48° 52′ 09″ nord, 2° 12′ 48″ est | « PA00088156 »                | Classé         | 2002      | École de plein air de Suresnes |
| Lycée Paul-Langevin            | 2, rue Maurice-Payret-Dortail                                                                         | 48° 52′ 37″ nord, 2° 13′ 20″ est | « PA00125469 »                | Inscrit Classé | 1993 1996 | Lycée Paul-Langevin            |

## Pour approfondir